# 甘草甜餅
甘草甜餅（英語：Pontefract cakes），又音譯為龐特佛雷特糕餅，是一種甜食，直徑約為2公分，厚度約4公分，圓形、黑色。它以甘草製成，是英國約克郡龐特佛雷特鎮的特產。
它原名「Pomfret」糕餅，源自古諾曼語中的名字「Pontefract」，但後為「Pontefract」所取代。
傳統的製餅業是以人工方式，在甜餅上以圖章印製店家的標誌，成為甘草甜餅的經典外觀，但迄今多以機械生產代替。圖章的浮雕圖案取自簡化的龐特佛雷特城堡圖樣。1872年首度在龐特佛雷特鎮舉行不記名投票時，票箱便是以製餅廠的甘草甜餅圖章進行彌封，呈現一座城堡和一隻貓頭鷹的圖案。